# Cent sonnets

Cent sonnets est un recueil de cent douze poèmes écrits de 1940 à 1944 par Boris Vian, dont six sonnets en forme de ballades, illustrés de dessins en couleur de « Peter Gna » (son beau-frère Claude Léglise). Jamais publiés du vivant de l'auteur, ces poèmes paraissent chez Christian Bourgois en 1984  puis dans Le Livre de poche en 1997. 

## Historique et contexte
Selon Noël Arnaud, qui a étudié les manuscrits en s'appuyant aussi sur des recherches faites en 1960 par François Caradec dans le Dossier 12  du Collège de 'Pataphysique, le début de ces écrits ne peut être postérieur à 1941, les dernières pièces en forme de ballades remontant à mars-avril 1944 (ce sont les seules datées). 

Il aura fallu beaucoup de temps pour arrêter une fourchette de dates concernant l'écriture des Cents sonnets. Noël Arnaud, s'étant tout d'abord fié à la graphie « un peu gauche, quasi puérile » des six textes composant la sectionLe Ballot, en avait déduit comme datation les années 1939-1940. Puis revenant sur son étude, tout en fixant les Cent sonnets comme les premiers écrits de Vian, il se fie à la date des cinq derniers textes, exceptionnellement datés de janvier 1944 à avril 1944 de la main de l'auteur. 
Parmi les Cent sonnets, il y a beaucoup de textes composés à l'époque des « divertissements de Ville d'Avray », au moment où le couple Michelle-Boris, installé dans l'appartement de la famille Léglise rue du Faubourg-Poissonnière, passe toutes ses fins de semaines et ses jours de fête dans leur maison de Ville-d'Avray. Notamment le poème Surprise party (1941-1944), évocation des fêtes qui se tenaient dans cette demeure.
Les  bout-rimés étaient un des divertissement favori de la famille Vian : on en retrouve dans le recueil, ainsi que d'autres poèmes  de la même époque : Poème arabe, Désirs, le Défroqué. Certains bout-rimés de Ville d'Avray, sans titre, sont réunis dans le recueil parmi les inédits.
Lorsqu'il relit les Cent sonnets, Vian retient cinquante deux d'entre eux qu'il réunit sous le titre Cent infâmes sonnets, mais on ignore s'il comptait remanier les autres ou seulement ceux-là. Le recueil les présente avec le chiffre qui leur était attribué par l'auteur, mêlés  à l'ensemble des Cent sonnets.

## Le style
Les Cent sonnets sont une forme de pied de nez à la poésie, mélange de poésie réelle et de poésie au second degré, avec introduction de jeux de mots. « A lire par exemple Apport au Prince on a le sentiment que Boris Vian était bien conscient de mettre à mal la poésie, de dénoncer ce culte auquel ses dévots s'adonnaient (...) mais Apport au Prince est un sonnet techniquement réussi, soumis aux contraintes les plus strictes du genre. »
Usant souvent de l'alexandrin (parfois à treize syllabes pour se plier aux jeux de mots), Vian emploie d'autres mètres dans les Cent sonnets : octosyllabe, décasyllabe, heptamètre, trisyllabe. Les thèmes sont ceux que l'on retrouve dans ses romans postérieurs : le cinéma, le jazz, l'anticléricalisme, ainsi que le goût pour les proverbes, les alliages fantaisistes de mots, les calembours et autres jeux de langage, et le refus de la poésie absconse.

## Composition du recueil
Tel qu'il a été édité, l'ouvrage comprend les sections suivantes : 
1. Hors cadre, où se trouve la série Le Ballot (I, II, III, VI, V, et VI) constituée de sortes d'autoportraits, notamment Le Ballot III – Bizuth. Le poème Bzzz a pour sujet Dieu, les mouches, Satan et la mort : « Contrepétant Satan qui pourrit ce qu'il touche, vous, mouches, vous touchez ce qui pourrit[8]. » Plusieurs poèmes ont pour sujets le jazz, les surprise parties, les zazous: Le Zazou, Surprise party, Rêve de zazou, Swing concert...
2. Sansonnets, comprenant neuf poèmes dont celui dédié au sansonnet lui-même : « Qui peut aimer le sansonnet? C'est un oiseau sans politesse, Il a malgré sa petitesse, La binette près du bonnet [9]», et la Légende du sansonnet et de l'estourneau  en forme de ballade.
3. En Cartes, une vingtaine de poèmes qui tous pourraient être des paroles de chansons vianniennes, dont : Abîmes (Vert malachite ne profite jamais)  encore Indécent sonnet.
4. « Détente », dix-neuf poèmes qui sont un festival de bons mots avec des titres comme Dans l'écu ou encore Hélvète's scie. Entre-temps, il y a eu un intermède de trois textes inclassables, rangés sous le titre On m'a dit ça.
5. Les Proverbiales, ensemble de treize poèmes parmi lesquels Le Fou triquait et Ce que l'on appelle le faire à l'Elbrouz à propos d'un Russe duquel une note de bas de page explique : « Il s'agit d'un Allemand naturalisé russe qui s'était battu contre les Russes avec les Allemands quand les Allemands étaient entrés chez les Russes et qui était resté avec le Valaque, qui vivait au pied du Caucase quand les Russes avaient chassé les Allemands[10] »
6. Déclinaisons, onze poèmes dont cinq  en forme de ballade et un Référendum en forme de ballade en hommage au jazz.

Le recueil est complété de cinq inédits, tous datés de 1944, réunis sous le titre « Actualités démodées » ; deux d'entre eux portent la signature de Bison Ravi : Actualité 1944, Petiot, Mulgitusque boum avec une définition pour chaque partie de cet étrange mot.